# Hemitriccus cinnamomeipectus
Hemitriccus cinnamomeipectus е вид птица от семейство Tyrannidae. Видът е световно застрашен, със статут Уязвим.

## Разпространение
Видът е разпространен в Еквадор и Перу.